# Флаг Отрадного (Самарская область)
Флаг городского округа Отра́дный Самарской области Российской Федерации.
Флаг, утверждённый 27 мая 2004 года как флаг муниципального образования «город Отрадный» (после муниципальной реформы — городской округ Отрадный), является официальным символом городского округа Отрадный и внесён в Государственный геральдический регистр Российской Федерации с присвоением регистрационного номера 1456.

## Описание флага
«Флаг города Отрадного представляет собой прямоугольное полотнище с соотношением ширины к длине 2:3, разделённое горизонтально на три неравные полосы: верхнюю синюю в 2/3 ширины полотнища, среднюю жёлтую в 1/6 ширины полотнища и нижнюю чёрную волнистую в 1/6 ширины полотнища, воспроизводящее в центре гербовую композицию — жёлтую лестницу, примыкающую вплотную к жёлтой полосе, сопровождаемую по сторонам двумя жёлтыми огнями».

## Обоснование символики
Флаг муниципального образования «город Отрадный» языком геральдических символов гармонично отражает историю становления и развития города и основной профиль деятельности местного населения.
Современную историю города Отрадного можно вести с того момента, как на месте Мухановского месторождения, рядом с одноимённым посёлком, нефтяники развернули буровые скважины. В дальнейшем развитие города Отрадного было связано с нефтью — «чёрным золотом», что и символизируют основные фигуры и цвета флага.
Центральной фигурой флага является жёлтая лестница — аллегорическое изображение нефтяной вышки и нефтяной промышленности, основной отрасли города. Лестница также символизирует развитие, устремление в будущее, прогресс.
Жёлтые огни, сопровождающие по двум сторонам лестницу, указывают на богатство недр окрестностей города нефтью и горючими газами.
Жёлтый цвет (золото) в геральдике символизирует богатство, справедливость, уважение, великодушие, возвышенность мыслей, благородство, достоинство.
Чёрный цвет в геральдике символизирует благоразумие, мудрость, скромность, честность и вечность бытия.
Синее поле флага указывает на полноводную реку Большой Кинель, протекающую в восточной части города, а также на территориальное расположение города Отрадного в Самарской области.
Синий цвет в геральдике ассоциируется с водой, чистым небом и означает мышление, добродетель, чистоту.